# Руди чорних металів
Рýди чóрних метáлів — природні або техногенні мінеральні утворення, що містять чорні метали в концентрації достатній та у формі доступній для їхнього промислового використання.

## Класифікація і загальний опис
Руди чорних металів класифікують залежно від їхніх властивостей, що впливають на вибір схеми збагачення. Залежно від ступеня зруйнованості руди чорних металів розділяють на чотири класи:
- А — руди зі зруйнованою порожньою породою і більш міцними і крупними зернами корисного мінералу;
- Б — руди зі зруйнованою порожньою породою і корисними мінералами, представленими дрібними і тонкими зернами або неміцними вохрами;
- В — руди з частково зруйнованою порожньою породою;
- Г — руди з міцною незруйнованою породою.

За магнітними властивостями корисних мінералів кожен клас руди чорних металів підрозділяється на три групи:
- 1 — корисні мінерали слабомагнітні;
- 2 — корисні мінерали, представлені сумішшю сильно- і слабомагнітних різновидів;
- 3 — корисні мінерали сильномагнітні.

У природі найчастіше зустрічається вісім груп руд чорних металів: А-1, А-2, Б-1, В-1, В-2, Г-1, Г-2, Г-3.

## Руди чорних металів в Україні
Україна має розвинену чорну металургію, головну роль в становленні якої відіграла наявність на її території унікальної сировинної бази залізних і марганцевих руд. Видобуток цих руд розпочато з кінця XIX ст. кількома десятками шахт і кар'єрів річною потужністю від 0,5 до 30-40 млн т сирої руди. Товарною продукцією гірничорудних підприємств є залізний концентрат, дроблена багата руда, агломерат, залізорудні обкатиші, марганцеві концентрати різних сортів. За обсягом видобутку залізних руд Україна посідає п'яте місце у світі після Китаю, Бразилії, Росії та Австралії, а марганцевих — перше. Виробництво заліза на межі ХХ-XXI ст. становить 4 %, а марганцю — 8 % від світового. На території України знаходиться найбільший у світі Криворізький залізорудний басейн, Кременчуцький і Білозерський залізорудні райони. В Керченському басейні і Приазовському районі родовища нині не експлуатуються. Крім того, невеликі родовища залізних руд виявлені в Середньому Побужжі. Загальна кількість родовищ залізних руд — 48, серед них 25 — розробляються.